# Disternopsis pruinosa
Disternopsis pruinosa är en skalbaggsart som först beskrevs av Jean Baptiste Boisduval 1835.  Disternopsis pruinosa ingår i släktet Disternopsis och familjen långhorningar. Inga underarter finns listade i Catalogue of Life.